# طواف بروتاني
طواف بروتاني هو طواف درجات يقام سنوياً حول بلدية بلواي في بروتاني،فرنسا.بدأ الطواف لأول مرة في عام 1931.